# Черевић
Черевић је насељено место у општини Беочин, у Јужнобачком округу, у Србији. Према попису из 2022. било је 2.141 становника. Налази се уз Дунав, на ушћу Черевићког потока у Дунав, и подно Фрушке горе на чијим падинама се и налази део села. Пружа се дуж подунавског пута и уз поток, тако да има полузвездасти облик. Од Новог Сада је удаљен 24 km.
Овде се налазе Српска православна црква у Черевићу и Завичајни музеј Черевића.

## Месне заједнице
У саставу насеља Черевић постоје две месне заједнице: "Черевић" (на западу) и "Бразилија" (на истоку). У саставу Черевића је само западни део месне заједнице "Бразилија", док је источни део у саставу насеља Беочин.

## Историја
Први пут је поменут још 1189. године у Повељи Папе Иноћентија III у којој се Черевић спомиње као стара католичка жупа. Као утврђено насеље спомиње се 1330. године, а 1372. већ се водило као варош. Доласком Турака у Черевић 1526. године католичко становништво се на позив цркве раселило, док је у селу остало православно становништво. До досељавања турског становништва Черевић је био делимично опустео. За време Турака Черевић је био касаба са развијеним занатством и пољопривредом и институцијама које су пратиле живот овог насељеног места, што потврђује и Евлија Челебија.
Већ 1608. године у Черевићу постоји школа, неколико џамија и православна црква. Године 1704. након протеривања Турака поднео је молбу кнез Черевићки, Петар "са свим својим сиромасима".
Књигу Острожинског "Давидови псалми" купили су претплатом 1868. године први људи села, поп Јован Максимовић и општински бележник Јован Живковић. Поп Јован је претходно 1867. године узео Радићеву практичну књигу о газдалуку. Предњаче на културно-националном пољу месни трговци, који не жале новац за српско штиво; књиге и листове.
Године 1838. Нешковић Гаврило трговац из Черевића је уплатио 40 ф. улога и постао члан Матице српске. Нешковић је 1833. набавио пренумерацијом књигу басни. Черевићки трговац Петар Костић је тестаментом 1863. године оставио целокупно своје имање, вредно 20.000 ф. новосадској Српској Великој гимназији.
Из два пописа види се структура по вери, и кретање бројности становника Черевића. Тако је 1815. године пописано 208 католика и 1169 православаца, а 1869. године, пораст постоји код обе групације: 233 католика и 1500 православних душа. Са укупних 1338 становника, дошло се до 1772.
Место је 1885. године било у склопу Ердевичког изборног среза са својих 1408 православних душа.
Пре Другог светског рата у Черевићу је живело доста Немаца, који су се после иселили. Данас Черевић има: музеј, школу, католичку цркву и православну цркву.

## Привреда
У Черевићу се налази винарија „Бело Брдо“ која је освојила девет медаља на међународном оцењивању вина у Бечу 2013. године.

## Насеља поред Черевића
Видети: Бразилија (Беочин)
Шакотинац и Бразилија су насеља која се налазе између Черевића и Беочина и у саставу су месне заједнице "Бразилија". Западни део ове месне заједнице административно припада насељу Черевић, а источни насељу Беочин. Ова насеља се налазе уз магистрални пут (Бразилија) и уз поток Шакотинац, источно од села Черевића, према Беочину. Становници су махом радници Беочинске фабрике цемента која се налази на мање од 2 километра од ових насеља.
На западном излазу из села, према Баноштору, дуж регионалног пута уз Дунав, протеже се викенд насеље.

## Саобраћај
Черевић се налази на регионалном путу уз Дунав, који повезује Нови Сад, Беочин и Илок у Хрватској. Гранични прелаз је код Нештина.
Из села полази асфалтни пут који води у Национални парк Фрушка гора, и њиме се долази до познатих одмаралишта Тестера и Андревље, и затвореног ископа креча Беочинске фабрике цемента недалеко од Андревља.

## Познати Черевићани
- Јован Грчић Миленко (1846—1875), песник и књижевник
- Миленко Шербан (1907—1979), сликар
- Јован Солдатовић (1920—2005), вајар
- Петар Костић, (умро 1863), трговац, просветни добротвор
- Димитрије Лазаров Раша (1926—1948), народни херој Југославије
- Атанасије Герески (1810—1885), трговац и добротвор

## Демографија
У насељу Черевић живи 2271 пунолетни становник, а просечна старост становништва износи 39,1 година (37,8 код мушкараца и 40,4 код жена). У насељу има 1019 домаћинстава, а просечан број чланова по домаћинству је 2,77. Поред староседелачког становништва шездесетих година овде је досељено преко 150 породица, махом из крајине из околине Прњавора и Бање Луке. Ово насеље је углавном насељено Србима (према попису из 2002. године) (81%). Поред њих има и Хрвата (6%) и Словака (3%). Осталих националности има знатно мање.
|  |

| Демографија | Демографија | Демографија |
| Година      | Становника  | Становника  |
| ----------- | ----------- | ----------- |
| 1900.       | 3.209       |             |
| 1910.       | 3.433       |             |
| 1921.       | 2.115       |             |
| 1931.       | 2.447       |             |
| 1948.       | 1.754       |             |
| 1953.       | 1.862       |             |
| 1961.       | 2.096       |             |
| 1971.       | 2.144       |             |
| 1981.       | 2.527       |             |
| 1991.       | 2.510       | 2.501       |
| 2002.       | 2.826       | 2.869       |
| 2011.       | 2.800       |             |

| Етнички састав према попису из 2002.‍ | Етнички састав према попису из 2002.‍ | Етнички састав према попису из 2002.‍ | Етнички састав према попису из 2002.‍ | Етнички састав према попису из 2002.‍ |
| ------------------------------------ | ------------------------------------ | ------------------------------------ | ------------------------------------ | ------------------------------------ |
|                                      |                                      |                                      |                                      |                                      |
| Срби                                 | Срби                                 |                                      | 2.288                                | 80,96%                               |
| Хрвати                               | Хрвати                               |                                      | 169                                  | 5,98%                                |
| Југословени                          | Југословени                          |                                      | 88                                   | 3,11%                                |
| Словаци                              | Словаци                              |                                      | 66                                   | 2,33%                                |
| Мађари                               | Мађари                               |                                      | 52                                   | 1,84%                                |
| Немци                                | Немци                                |                                      | 11                                   | 0,38%                                |
| Украјинци                            | Украјинци                            |                                      | 6                                    | 0,21%                                |
| Руси                                 | Руси                                 |                                      | 6                                    | 0,21%                                |
| Словенци                             | Словенци                             |                                      | 5                                    | 0,17%                                |
| Македонци                            | Македонци                            |                                      | 5                                    | 0,17%                                |
| Муслимани                            | Муслимани                            |                                      | 4                                    | 0,14%                                |
| Албанци                              | Албанци                              |                                      | 4                                    | 0,14%                                |
| Чеси                                 | Чеси                                 |                                      | 3                                    | 0,10%                                |
| Црногорци                            | Црногорци                            |                                      | 3                                    | 0,10%                                |
| Русини                               | Русини                               |                                      | 1                                    | 0,03%                                |
| Буњевци                              | Буњевци                              |                                      | 1                                    | 0,03%                                |
| непознато                            | непознато                            |                                      | 82                                   | 2,90%                                |

| \| \| м \| \| \| ж \| \| ? \| 9 \| \| \| 6 \| \| 80+ \| 12 \| \| \| 26 \| \| 75—79 \| 22 \| \| \| 43 \| \| 70—74 \| 48 \| \| \| 74 \| \| 65—69 \| 77 \| \| \| 90 \| \| 60—64 \| 75 \| \| \| 90 \| \| 55—59 \| 82 \| \| \| 83 \| \| 50—54 \| 94 \| \| \| 102 \| \| 45—49 \| 127 \| \| \| 112 \| \| 40—44 \| 110 \| \| \| 110 \| \| 35—39 \| 128 \| \| \| 106 \| \| 30—34 \| 89 \| \| \| 88 \| \| 25—29 \| 92 \| \| \| 102 \| \| 20—24 \| 95 \| \| \| 106 \| \| 15—19 \| 89 \| \| \| 78 \| \| 10—14 \| 90 \| \| \| 83 \| \| 5—9 \| 86 \| \| \| 57 \| \| 0—4 \| 66 \| \| \| 79 \| \| Просек : \| 37,8 \| \| \| 40,4 \| |      |  |  |      |
| |      |  |  |      |
| | м    |  |  | ж    |
| ? | 9    |  |  | 6    |
| 80+ | 12   |  |  | 26   |
| 75—79 | 22   |  |  | 43   |
| 70—74 | 48   |  |  | 74   |
| 65—69 | 77   |  |  | 90   |
| 60—64 | 75   |  |  | 90   |
| 55—59 | 82   |  |  | 83   |
| 50—54 | 94   |  |  | 102  |
| 45—49 | 127  |  |  | 112  |
| 40—44 | 110  |  |  | 110  |
| 35—39 | 128  |  |  | 106  |
| 30—34 | 89   |  |  | 88   |
| 25—29 | 92   |  |  | 102  |
| 20—24 | 95   |  |  | 106  |
| 15—19 | 89   |  |  | 78   |
| 10—14 | 90   |  |  | 83   |
| 5—9 | 86   |  |  | 57   |
| 0—4 | 66   |  |  | 79   |
| Просек : | 37,8 |  |  | 40,4 |

| Година пописа     | 1948. | 1953. | 1961. | 1971. | 1981. | 1991. | 2002. |
| ----------------- | ----- | ----- | ----- | ----- | ----- | ----- | ----- |
| Број домаћинстава | 530   | 573   | 671   | 660   | 817   | 856   | 1.019 |

| Број чланова      | 1   | 2   | 3   | 4   | 5  | 6  | 7 | 8 | 9 | 10 и више | Просек |
| ----------------- | --- | --- | --- | --- | -- | -- | - | - | - | --------- | ------ |
| Број домаћинстава | 204 | 288 | 190 | 241 | 71 | 19 | 5 | 1 | 0 | 0         | 2,77   |

| Пол    | Укупно | Неожењен/Неудата | Ожењен/Удата | Удовац/Удовица | Разведен/Разведена | Непознато |
| ------ | ------ | ---------------- | ------------ | -------------- | ------------------ | --------- |
| Мушки  | 1.149  | 347              | 723          | 36             | 43                 | 0         |
| Женски | 1.216  | 243              | 723          | 198            | 51                 | 1         |
| УКУПНО | 2.365  | 590              | 1.446        | 234            | 94                 | 1         |

| Пол    | Укупно                    | Пољопривреда, лов и шумарство | Рибарство                            | Вађење руде и камена | Прерађивачка индустрија       |
| ------ | ------------------------- | ----------------------------- | ------------------------------------ | -------------------- | ----------------------------- |
| Мушки  | 638                       | 28                            | 0                                    | 2                    | 384                           |
| Женски | 381                       | 32                            | 0                                    | 0                    | 114                           |
| Укупно | 1.019                     | 60                            | 0                                    | 2                    | 498                           |
|        |                           |                               |                                      |                      |                               |
| Пол    | Производња и снабдевање   | Грађевинарство                | Трговина                             | Хотели и ресторани   | Саобраћај, складиштење и везе |
| Мушки  | 1                         | 56                            | 47                                   | 9                    | 33                            |
| Женски | 1                         | 10                            | 71                                   | 6                    | 10                            |
| Укупно | 2                         | 66                            | 118                                  | 15                   | 43                            |
|        |                           |                               |                                      |                      |                               |
| Пол    | Финансијско посредовање   | Некретнине                    | Државна управа и одбрана             | Образовање           | Здравствени и социјални рад   |
| Мушки  | 2                         | 4                             | 15                                   | 7                    | 6                             |
| Женски | 1                         | 8                             | 19                                   | 17                   | 53                            |
| Укупно | 3                         | 12                            | 34                                   | 24                   | 59                            |
|        |                           |                               |                                      |                      |                               |
| Пол    | Остале услужне активности | Приватна домаћинства          | Екстериторијалне организације и тела | Непознато            | Непознато                     |
| Мушки  | 25                        | 0                             | 0                                    | 19                   | 19                            |
| Женски | 28                        | 0                             | 0                                    | 11                   | 11                            |
| Укупно | 53                        | 0                             | 0                                    | 30                   | 30                            |